# زندگی ادامه دارد (ترانه)
«زندگی ادامه دارد» (به انگلیسی: Life Goes On) ترانه‌ای از گروه پسرانهٔ کره‌ای بی‌تی‌اس است. این ترانه در ۲۰ نوامبر ۲۰۲۰، توسط بیگ هیت و کلمبیا منتشر شد. این قطعه، تک‌آهنگ لید پنجمین آلبوم استودیویی کره‌ای‌زبان گروه با عنوان بودن بود که در همان روز منتشر شد.

## عملکرد تجاری
«زندگی ادامه دارد» در جدول ۱۰۰ آهنگ داغ بیلبورد شمارهٔ یک شد و به سومین تک‌آهنگ شمارهٔ یک گروه در ایالات متحده تبدیل شد. در نتیجه، بی‌تی‌اس نخستین گروهی بود که پس از بی جیز (در بازهٔ زمانی ۷۸–۱۹۷۷)، در کوتاه‌ترین زمان به سه شمارهٔ یک دست یافت. این نخستین ترانهٔ کره‌ای‌زبان بود که در صدر ۱۰۰ آهنگ داغ قرار گرفت. «زندگی ادامه دارد» در هفتهٔ اول انتشار ۱۵۰٬۰۰۰ کپی فروخت که شامل ۱۲۹٬۰۰۰ دانلود دیجیتال و ۲۰٬۰۰۰ کپی فیزیکی بود.

## موزیک ویدئو
در ۱۷ نوامبر، تریلری ۲۶ ثانیه‌ای از این موزیک ویدئو منتشر شد. تریلر دوم روز بعد منتشر شد و مدت زمان آن ۲۲ ثانیه بود. در نهایت این موزیک ویدئو در ۱۹ نوامبر، همزمان با انتشار آلبوم منتشر گردید و کارگردان آن عضو گروه جونگ کوک بود.
این موزیک ویدئو با ۷۱٫۶ میلیون بازدید، به پنجمین ویدئوی پربیننده در ۲۴ ساعت نخست انتشار تبدیل شد.
یک هفته بعد، سه نسخهٔ جایگزین از این موزیک ویدئو منتشر شد: «روی بالشم»، «در جنگل» و «همچون یک پیکان».

## عوامل
جزئیات برگرفته از بیگ هیت است.
- بی‌تی‌اس – آواز
  - جی-هوپ – ترانه‌سرا
  - آر ام – ترانه‌سرا
  - شوگا – ترانه‌سرا
- پی‌داگ – تهیه‌کننده، ترانه‌سرا
- آنتونیا آرماتو – ترانه‌سرا
- کریس جیمز – ترانه‌سرا
- روث – ترانه‌سرا

## جداول
| جدول (۲۰۲۰)                                  | بالاترین موقعیت |
| -------------------------------------------- | --------------- |
| آرژانتین (۱۰۰ آهنگ داغ آرژانتین)             | ۵۹              |
| استرالیا (ای‌آرآی‌ای)                          | ۲۷              |
| اتریش (او۳ تاپ ۴۰ اتریش)                     | ۳۴              |
| بلژیک (اولتراتاپ فلاندرز)                    | ۱۶              |
| کانادا (۱۰۰ آهنگ داغ کانادا)                 | ۸               |
| جمهوری چک (۱۰۰ تک‌آهنگ برتر دیجیتال)          | ۴۹              |
| فروش ترانه‌های دیجیتال اروپا (بیلبورد)        | ۲               |
| فرانسه (اس‌ان‌ئی‌پی)                            | ۸۰              |
| آلمان (جداول رسمی آلمان)                     | ۳۷              |
| یونان (آی‌اف‌پی‌آی)                             | ۲۰              |
| مجارستان (۴۰ تک‌آهنگ برتر)                    | ۱               |
| ایرلند (آی‌آرام‌ای)                            | ۱۹              |
| ایتالیا (اف‌آی‌ام‌آی)                           | ۶۱              |
| ژاپن (۱۰۰ آهنگ داغ ژاپن)                     | ۱۰              |
| لیتوانی (آگاتا)                              | ۳               |
| هلند (۱۰۰ تک‌آهنگ برتر)                       | ۷۱              |
| نیوزیلند (آرام‌ان‌زد)                          | ۳۳              |
| اسکاتلند (اوسی‌سی)                            | ۱               |
| سنگاپور (آرآی‌ای‌اس)                           | ۱               |
| اسلواکی (۱۰۰ تک‌آهنگ برتر دیجیتال)            | ۳۰              |
| کرهٔ جنوبی (گائون)                            | ۳               |
| کرهٔ جنوبی (۱۰۰ آهنگ داغ کی-پاپ)              | ۲               |
| اسپانیا (پرومیوزیکا)                         | ۷۶              |
| سوئد (برترین‌های سوئد)                        | ۸۷              |
| سوئیس (جدول موسیقی سوئیس)                    | ۲۳              |
| تک‌آهنگ‌های بریتانیا (اوسی‌سی)                  | ۱۰              |
| ۱۰۰ آهنگ داغ بیلبورد ایالات متحده            | ۱               |
| فروش ترانه‌های دیجیتال ایالات متحده (بیلبورد) | ۱               |
| ۱۰۰ آهنگ برتر رولینگ استون ایالات متحده      | ۱۱              |
| ۲۰۰ آهنگ جهانی بیلبورد                       | ۱               |

| جدول (۲۰۲۰)               | بالاترین موقعیت |
| ------------------------- | --------------- |
| مجارستان (۴۰ تک‌آهنگ برتر) | ۸۳              |
| کرهٔ جنوبی (گائون)         | ۱۸۸             |

## گواهی‌نامه‌ها و فروش‌ها
| منطقه           | گواهی | واحد گواهی‌شده/فروش |
| --------------- | ----- | ------------------ |
| ژاپن (آرآی‌ای‌جی) | نقره  | ۳۰٬۰۰۰٬۰۰۰         |

## تاریخچهٔ انتشار
| منطقه        | تاریخ          | قالب                  | ناشر           | منبع          |
| ------------ | -------------- | --------------------- | -------------- | ------------- |
| مختلف        | ۲۰ نوامبر ۲۰۲۰ | دانلود دیجیتال استریم | بیگ هیت کلمبیا | [ ۴۶ ]        |
| ایالات متحده | ۲۰ نوامبر ۲۰۲۰ | ۷-اینچ کاست           | کلمبیا         | [ ۴۷ ] [ ۴۸ ] |